# Vincenzo Dell'Arte
Vincenzo Dell'Arte (Avola, 2 gennaio 1946) è un politico italiano.

## Biografia
Nato ad Avola nel 1946, è stato insegnante e dirigente scolastico nelle scuole del territorio e preside dell'Istituto tecnico industriale "Enrico Fermi" di Siracusa.
Iscritto al Partito Popolare Italiano, alle elezioni comunali del 1998 è stato candidato alla carica di sindaco di Siracusa in rappresentanza della coalizione di centro-sinistra dell'Ulivo. È eletto sindaco il 7 giugno al secondo turno con il 58,27% dei voti, superando il candidato del centro-destra Angelo Bellucci e si insedia il giorno successivo. L'amministrazione Dell'Arte venne commissariata nel luglio 1999, con la nomina prefettizia di Fulvio Manno.